# Michael Isikoff

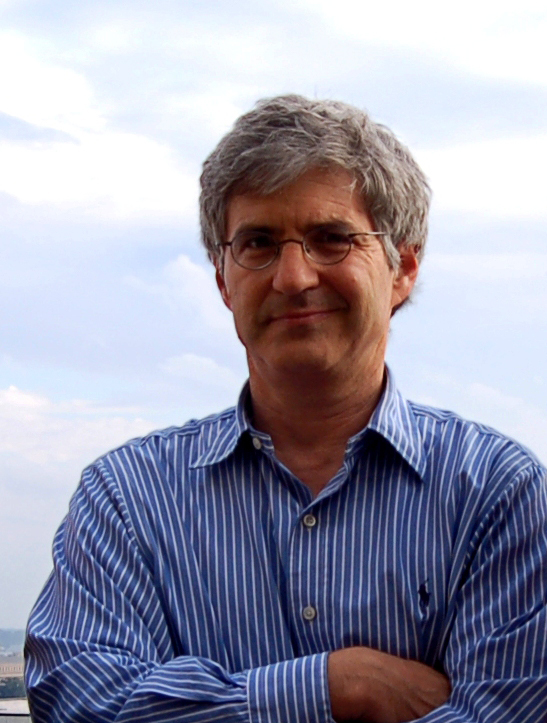
Michael Isikoff in 2007

Michael Isikoff (Syosset, New York, 16 juni 1952) is een Amerikaanse onderzoeksjournalist. 
Hij is Chef Onderzoekscorrespondent van Yahoo! News.

## Afkomst en opleiding
Isikoff werd geboren in het Joodse gezin van Morris Isikoff en Trudy Albert. Hij groeide op in Syosset, New York.
Hij heeft een zus.
Isikoff sloot zijn studie aan de Syosset High School op Long Island (New York) in 1970 af. Hij behaalde zijn A.B. aan Washington University in 1974, inclusief een jaar als uitwisselingsstudent aan de Universiteit van Durham in Engeland. In 1976 behaalde hij een mastergraad aan de Medill School of Journalism van de Northwestern University in de staat Illinois.

## Carrière
Isikoff stond in 1998 op het punt om als eerste naar buiten te komen met de Lewinsky-affaire, maar enkele uren voor het artikel naar de drukker ging, besloten enkele leden van de hoofdredactie de publicatie tegen te houden. Als gevolg hiervan ging Matt Drudge's Drudge Report de volgende morgen met de primeur van het verhaal aan de haal. Isikoffs boek over het onderwerp, Uncovering Clinton: A Reporter's Story, werd door The Book of the Month Club tot het Beste Non-fictie Boek van 1999 uitgeroepen.
Zijn online column met collega-journalist Mark Hosenball, "Terror Watch", won de prijs van de Society of Professionals Journalists voor de beste online onderzoeksjournalistiek in 2005.
Isikoff maakte deel uit van het Newsweek-team, dat de meest prestigieuze onderscheiding van de Overseas Press Club won, namelijk de Ed Cunningham Memorial Award 2001 voor de beste buitenlandse verslaggeving van een magazine voor de Newsweek-berichtgeving over de War on Terror.
In de Newsweek-editie van 9 mei 2005 schreef Isikoff mee aan een artikel dat stelde dat ondervragers in Guantanamo Bay "in een poging verdachten in de war te maken, een Koran door de wc spoelden". Gevangenen hadden eerder vergelijkbare klachten ingediend, maar dit was de eerste keer dat een bron van de overheid het verhaal had bevestigd. Het artikel veroorzaakte wijdverbreide rellen en grote anti-Amerikaanse protesten in de islamitische wereld, waarbij ten minste 17 doden vielen in Afghanistan. 
Het magazine trok het verhaal later in, toen het merkte dat de anonieme autoriteit die hun bron was zich vervolgens de belangrijke details niet meer kon herinneren.
Een daaropvolgend rapport van het Pentagon van 4 juni 2005 bevestigde echter een veelvoud van voorbeelden van ontheiligingen van de Koran, waaronder een incident waarbij urine was gesprenkeld over een Koran.
Isikoff is co-auteur met The Nation-reporter David Corn van Hubris: The Inside Story of Spin, Scandal and the Selling of the Iraq War, een boek uit 2006 over het verkopen van de invasie in Irak in 2003 aan het Amerikaanse publiek en het aansluitende Plamegate. Het boek was een New York Times-beststeller.
Van juli 2010 tot april 2014 was Isikoff de nationale onderzoeksjournalist voor de National Broadcasting Company. Hij verliet NBC, omdat het netwerk zich in een richting bewoog die hem "minder mogelijkheden" overliet om zijn werk te doen.
Eerder had hij gewerkt voor Newsweek, waaraan hij zich in juni 1994 verbond als onderzoeksjournalist. Hij schreef daar uitgebreid over de Amerikaanse War on Terror, de mishandeling en martelingen van krijgsgevangenen in Abu Ghraib, onwettige campagnefinancieringen, schendingen van ethische principes door het Congres, presidentieel beleid en optreden, en andere nationale onderwerpen.
Isikoff was een van de samenstellers van de korte film 64 Hours In October: How One Weekend Blew Up The Rules Of American Politics, doelend op gebeurtenissen rond 7-9 oktober 2016, verband houdend met de Russische inmenging in de Amerikaanse presidentsverkiezing van 2016.
Een Yahoo News!-artikel van 23 september 2016, geschreven door Isikoff, werd door de federale autoriteiten gebruikt als een conform FISA-regels legaal bevelschrift om het schaduwen van Carter Page, adviseur buitenlands beleid van Donald Trump, te rechtvaardigen. Page werd ervan beschuldigd dat hij tijdens de presidentiële campagne van 2016 contacten onderhield met de Russische autoriteiten.
De kwestie van de vermeende Russische inmenging trok toenemende aandacht van Isikoff in het eerste jaar van het Kabinet-Trump, in het bijzonder na het ontslag van FBI-directeur James Comey en de benoeming van Speciale Aanklager Robert Mueller. Naast zijn redacteurswerk werd hij door tal van tv-zenders gevraagd om commentaar te leveren.
Isikoff claimde ooit dat Linda Tripp hem het aanbod deed om de roemruchte blauwe jurk van Monica Lewinsky uit haar kast te halen en aan hem te overhandigen. Naar verluidt weigerde Isikoff, bewerend dat hij geen gestolen goed wenste aan te nemen en dat hij toegang had tot president Clintons DNA om hoe dan ook de jurk in kwestie te onderzoeken op bewijs.

## Diverse producties
Isikoff was ook blogger bij The Huffington Post.
Hij trad ook op bij Democracy Now!

## Privé
In januari 2007 trouwde Isikoff de voormalige politiek columniste Mary Ann Akers, die "The Sleuth" (De Detective) voor The Washington Post schreef. Zij hebben een zoon. Hij had al een dochter uit een vorig huwelijk.